# 波拉美站
波拉美站（：／ Boramae yeok */?）也有譯作波拉梅站，是首爾地鐵7號線與首爾輕電鐵新林線沿線交會的一座轉乘車站，位於韓國首爾特別市永登浦區和銅雀區的邊界。本站站名取自附近的波拉美公園，而公园名称则源自韩国空军士官学校的象征－苍鹰的韩語音译。7號線的韓語副站名為「現代HT」（현대에이치티）。

## 車站結構
本站有出口共8處。

### 7號線月台
站體為1面2線島式月台的地下車站，候車月台設有月台幕門。新豐站方向設有留置線，往長岩方向的首班車於此站發車，但不作深夜停泊。

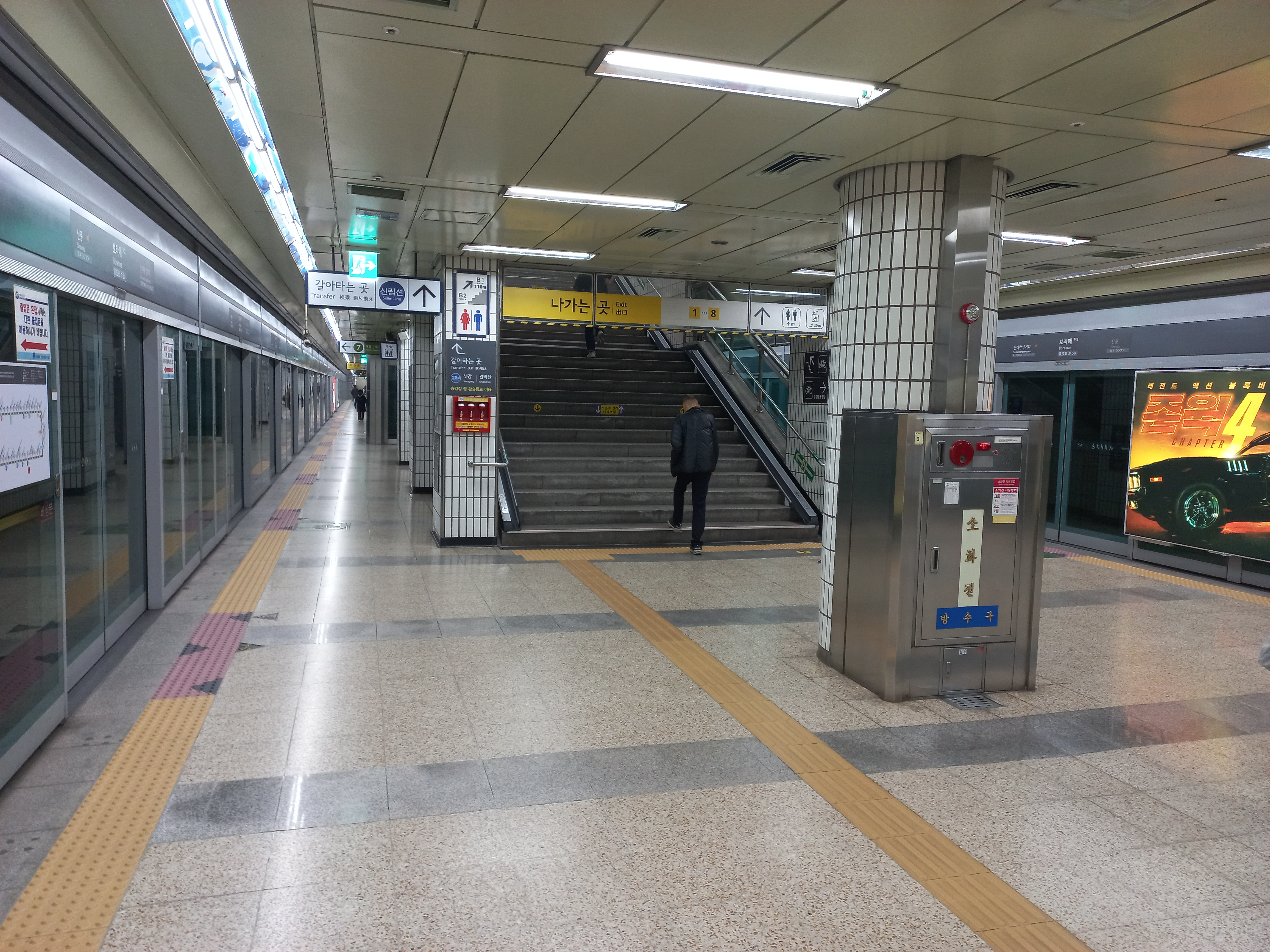
7號線候車月台

| 新大方丁字路口 ↑ |
| 下 上 \|         |
| ↓ 新豐           |

| 月台 | 路線           | 目的地                                         |
| ---- | -------------- | ---------------------------------------------- |
| 上行 | ●首爾地鐵7號線 | 新大方丁字路口、高速巴士客运站、蘆原、長岩方向 |
| 下行 | ●首爾地鐵7號線 | 大林、鐵山、溫水、富川市廳、富平區廳、石南方向 |

### 新林線月台
站體為2面2線側式月台的地下車站，候車月台設有月台幕門。

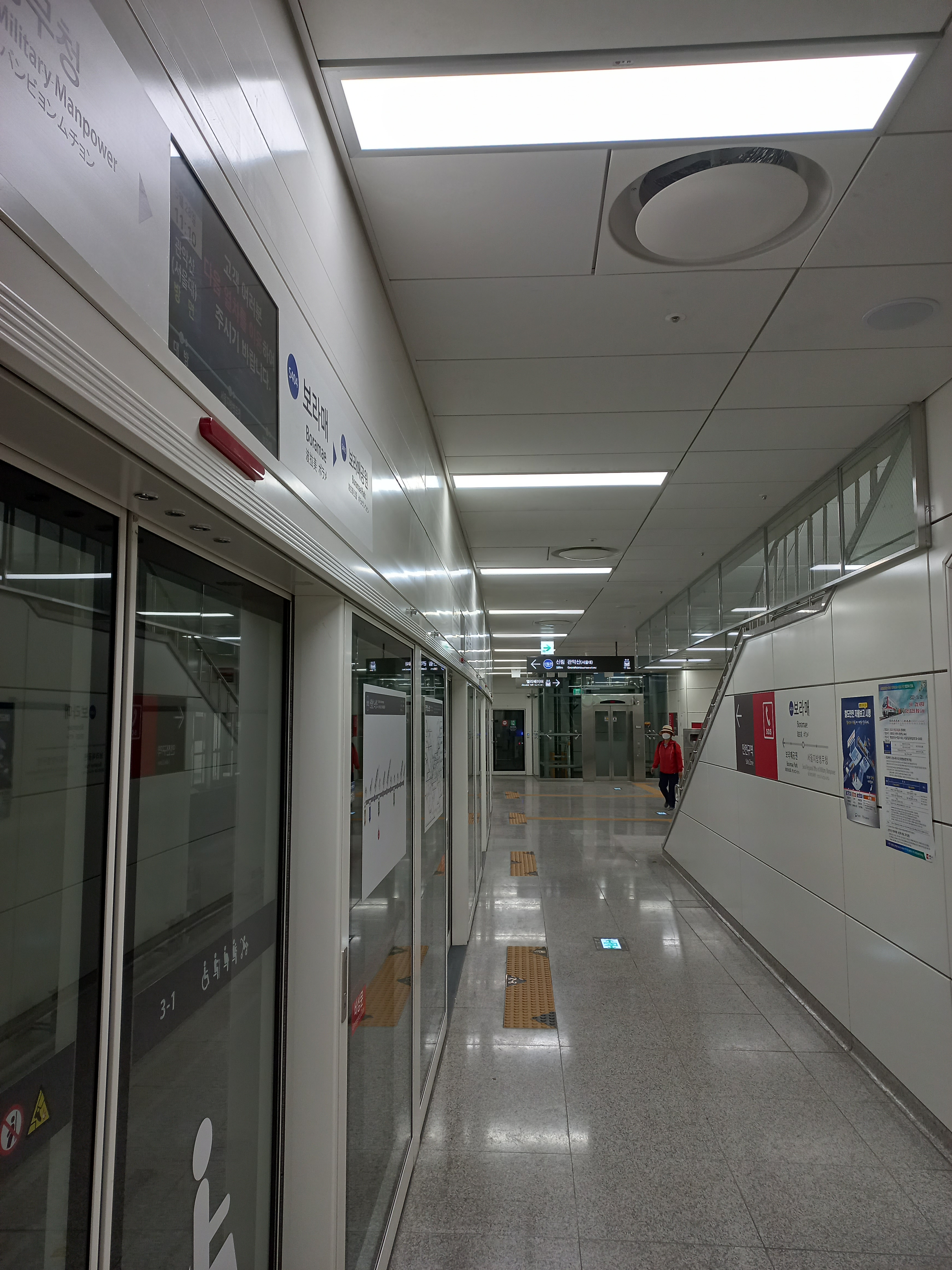
新林線候車月台

| 首爾地方兵務廳 ↑ |
| \| 上            |
| ↓ 波拉美公園     |

| 月台 | 路線              | 目的地                 |
| ---- | ----------------- | ---------------------- |
| 上行 | ●首爾輕電鐵新林線 | 大方、賽江方向         |
| 下行 | ●首爾輕電鐵新林線 | 新林、書院、冠岳山方向 |

## 歷史
- 2000年8月1日：落成啟用。
- 2022年5月28日：新林線站體開通。

## 車站周邊
- 波拉美公園（朝鲜语：보라매공원）
- 氣象廳
- 首爾銅雀消防署
- 銅雀稅務署
- 大方中學
- 首爾工業高校
- 首爾大吉初等學校
- 新豐派出所
- 韓國海軍會館
- 首爾地方兵務廳
- 新吉洞郵局
- 新韓銀行波拉美分行
- 農心集團
- 富光藥品股份有限公司（朝鲜语：부광약품）總部

## 圖片

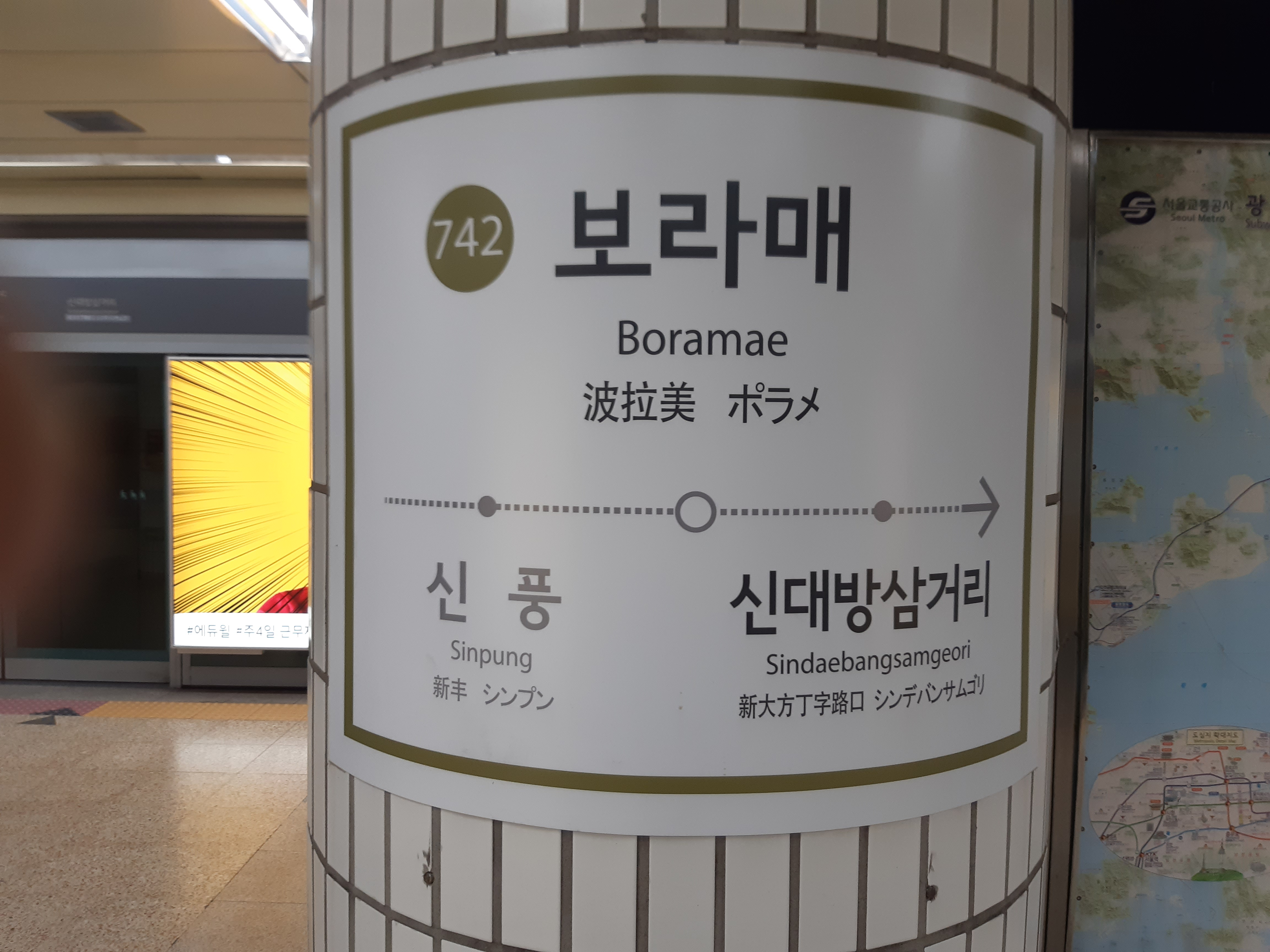
7號線站名牌
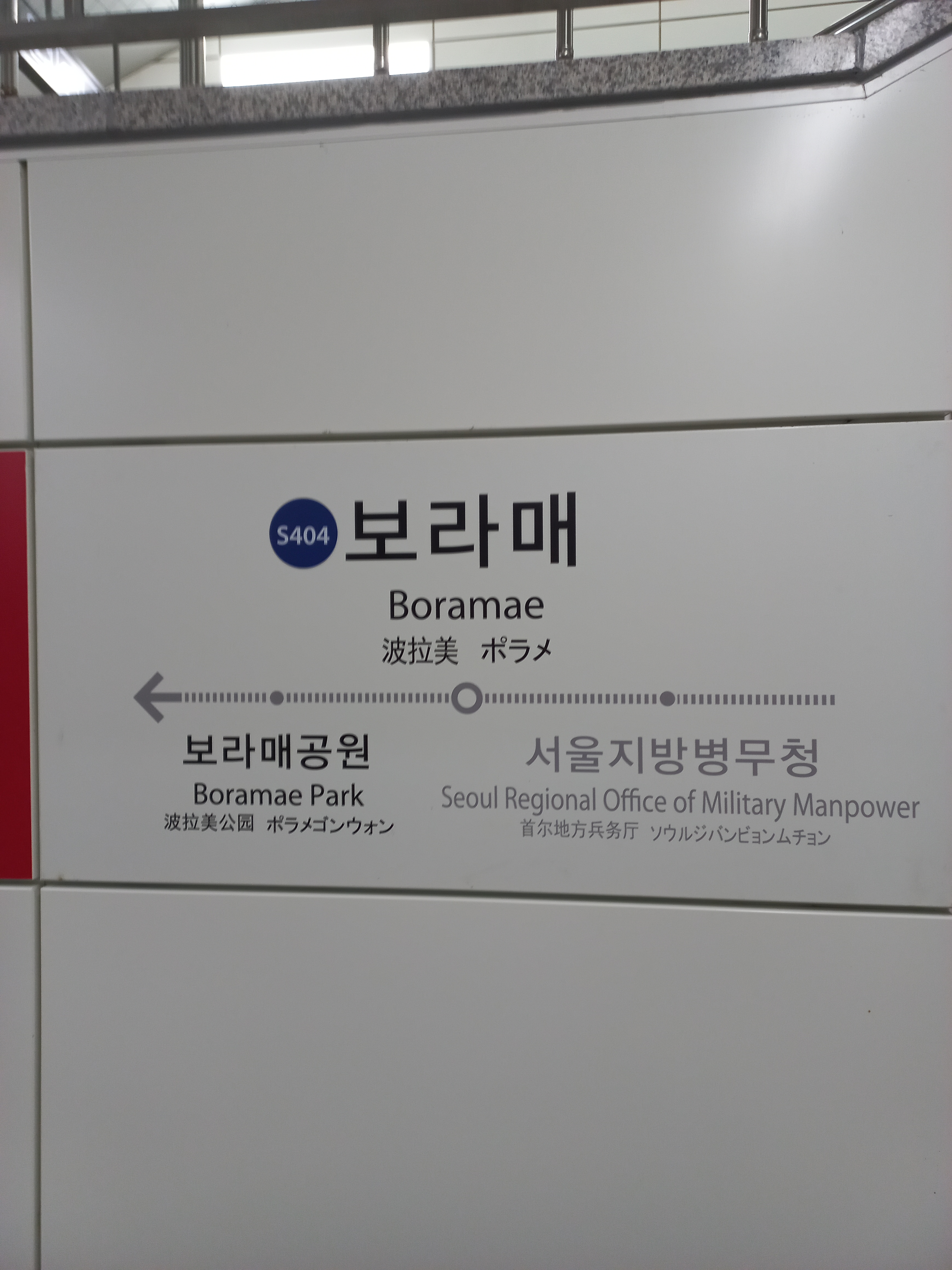
新林線站名牌
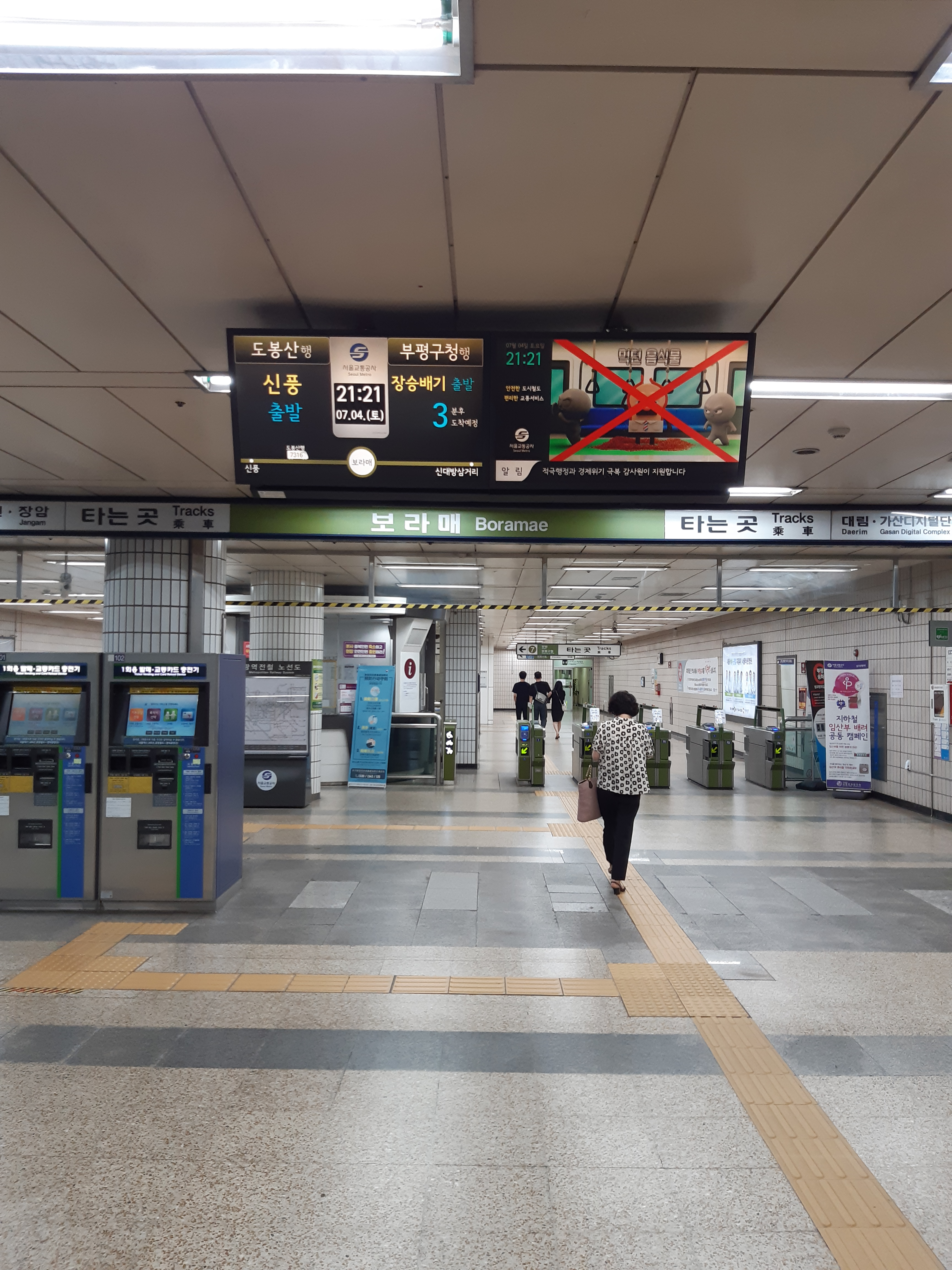
車站大廳
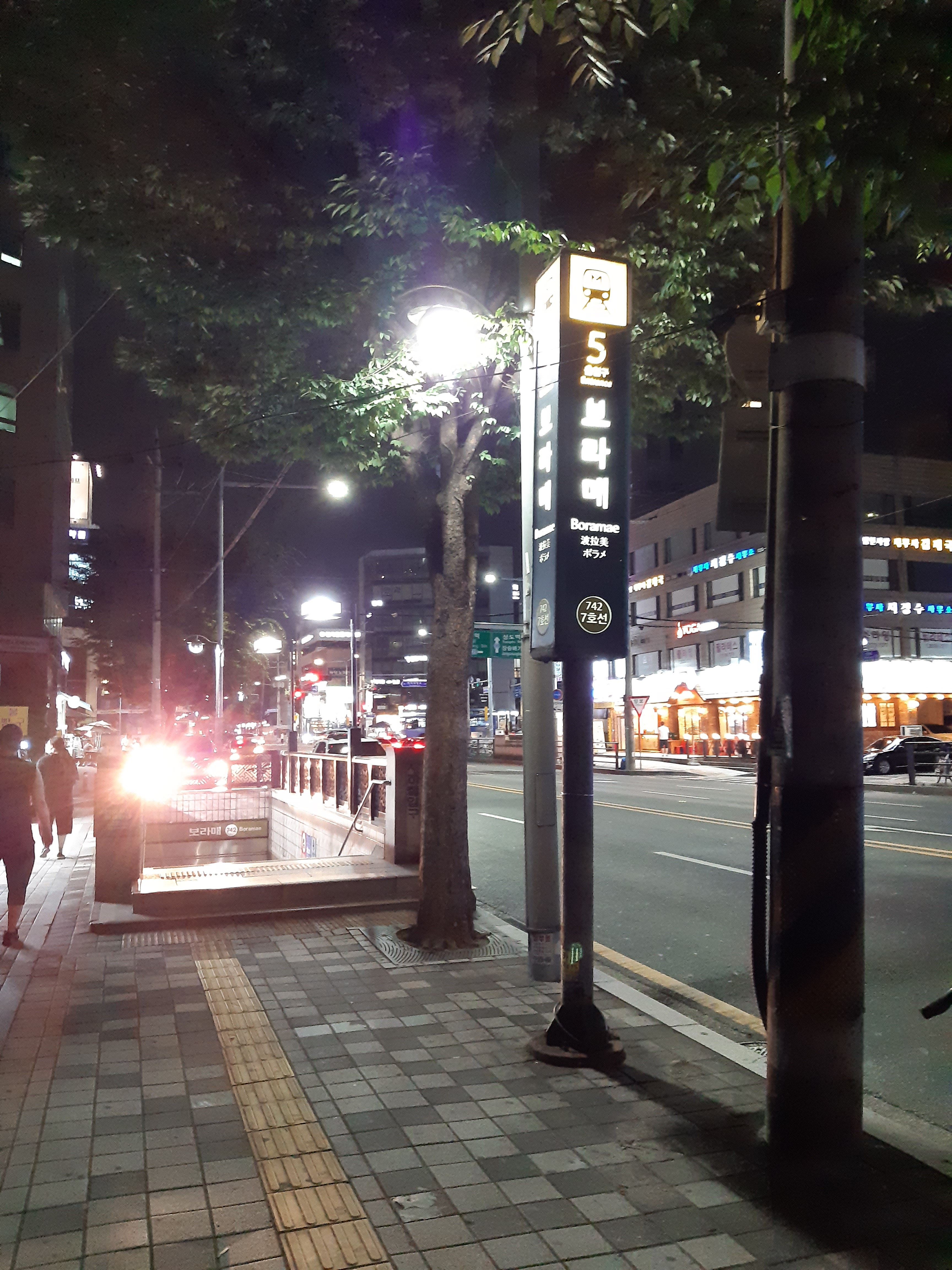
1號出口，夜間
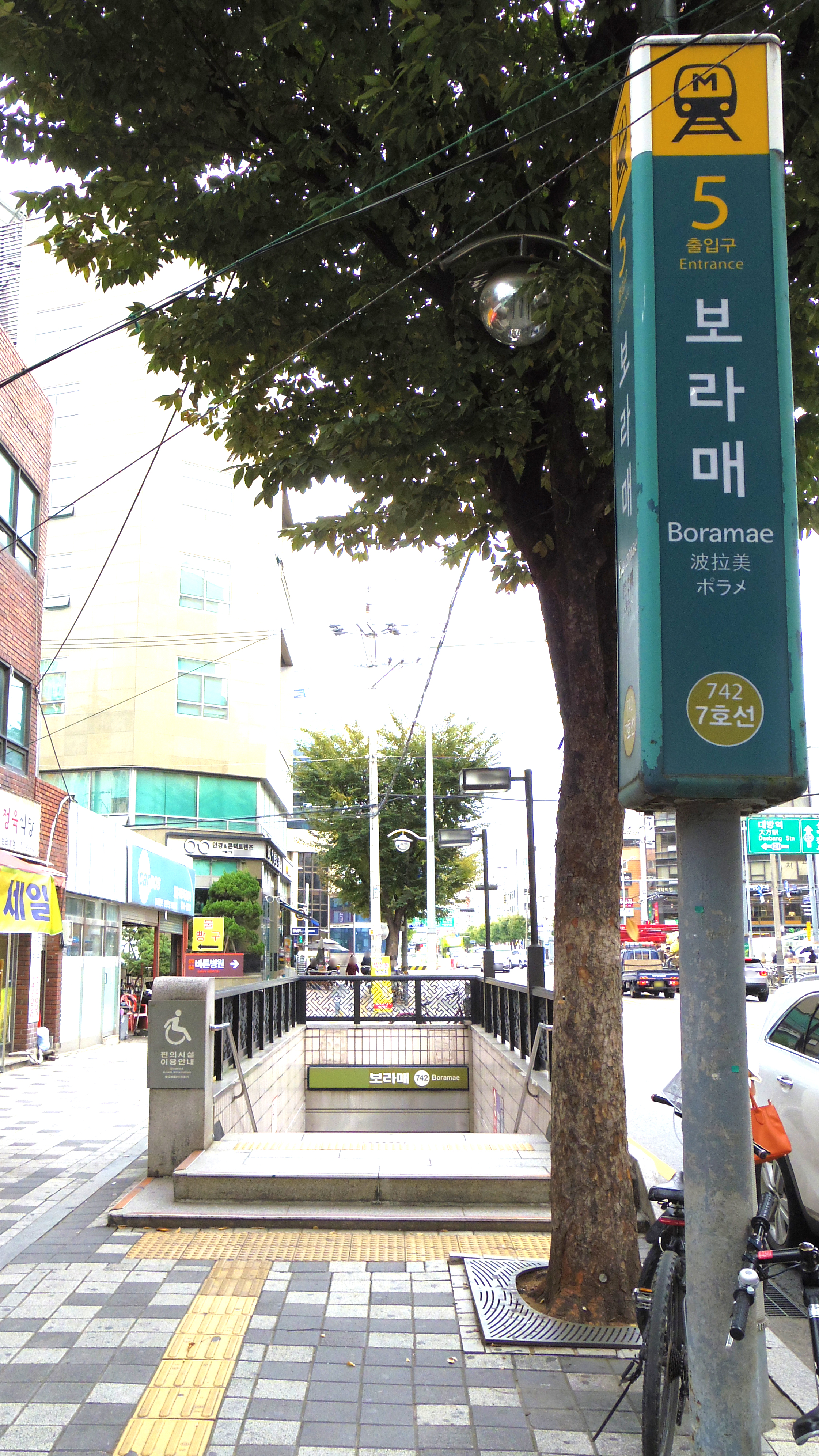
5號出口
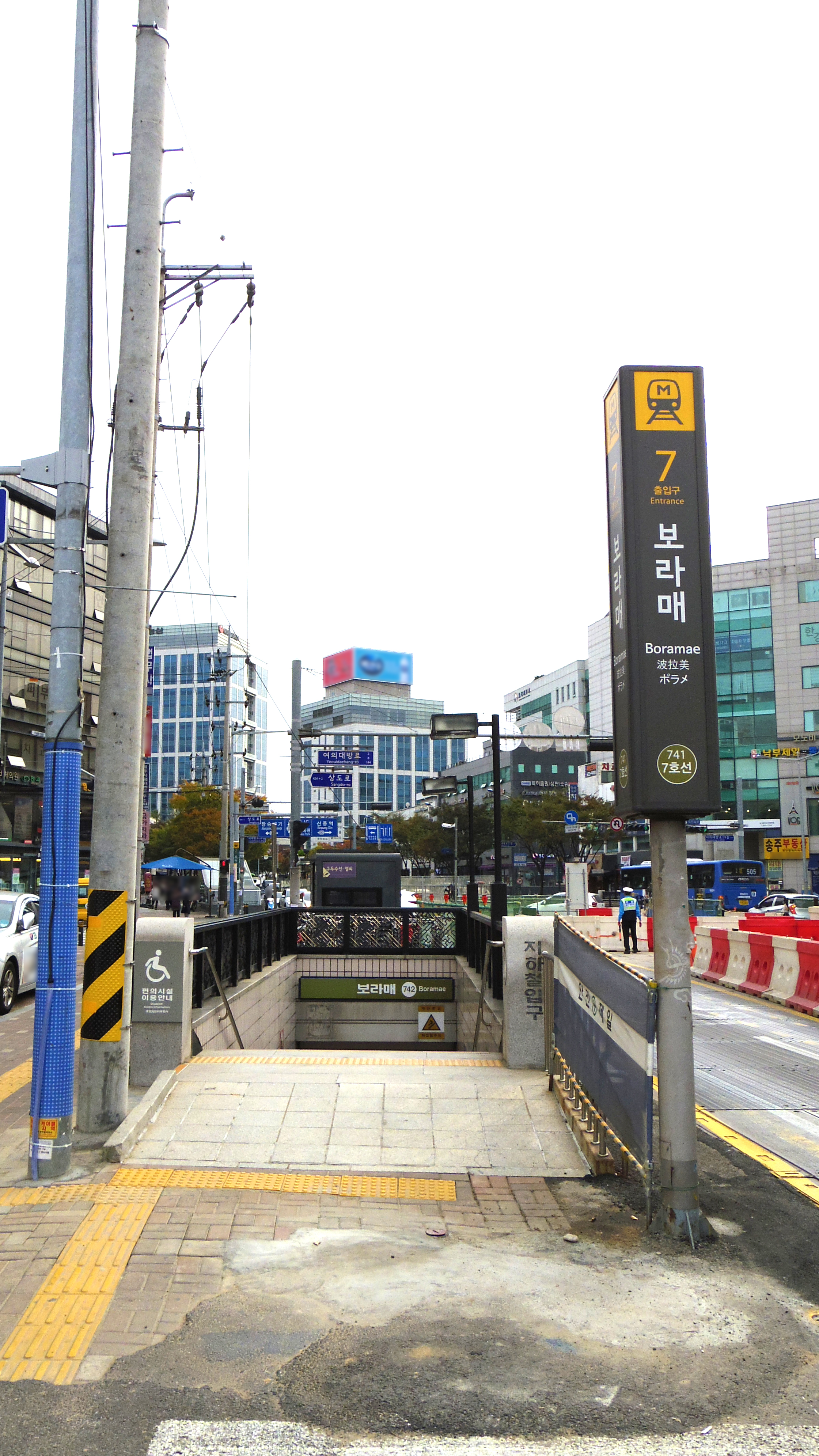
7號出口
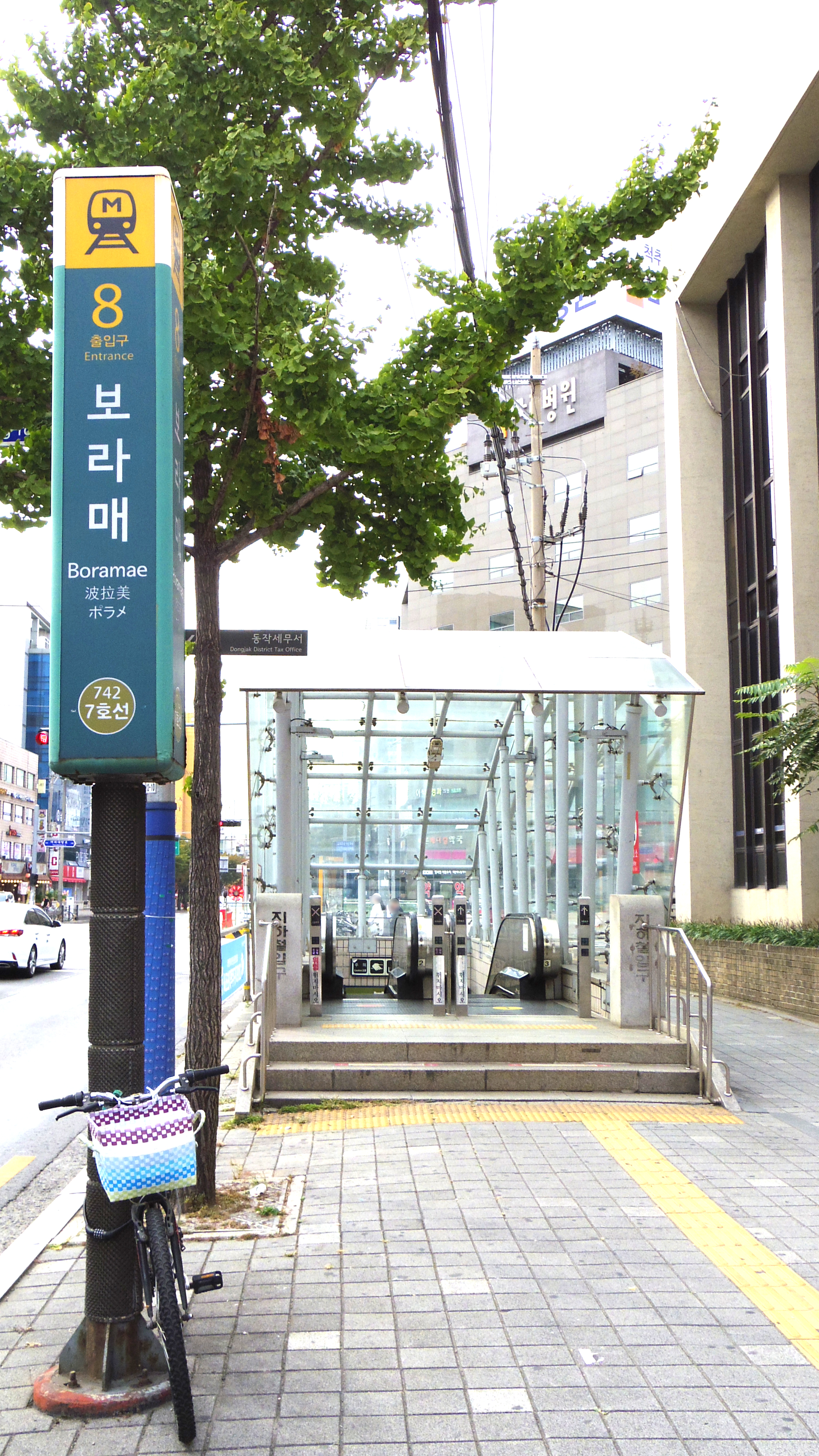
8號出口

## 相鄰車站
首爾交通公社
●首爾地鐵7號線
新大方丁字路口（741）－波拉美（742）－新豐（743）
南首爾輕電鐵
●首爾輕電鐵新林線
首爾地方兵務廳（S403） －波拉美（S404）－波拉美公園（S405）